# الدوري البلغاري لكرة السلة للسيدات
الدوري البلغاري لكرة السلة للسيدات (بالبلغارية: Национална баскетболна лига)‏ هو دوري كرة سلة للسيدات في بلغاريا تأسس في سنة 1942 تلعب فيه 8 فرق. يعتبر فريق سلافيا صوفيا الأكثر فوزا به برصيد 15 لقبا.